# Tigrioides kobashayii
Tigrioides kobashayii là một loài bướm đêm thuộc phân họ Arctiinae, họ Erebidae.